# Ligidium kofoidi
Ligidium kofoidi is een pissebed uit de familie Ligiidae. De wetenschappelijke naam van de soort is voor het eerst geldig gepubliceerd in 1930 door Maloney.